# Strongylura marina
Strongylura marina är en fiskart som först beskrevs av Johann Julius Walbaum 1792.  Strongylura marina ingår i släktet Strongylura och familjen näbbgäddefiskar. IUCN kategoriserar arten globalt som livskraftig. Inga underarter finns listade i Catalogue of Life.